# كأس مئوية ثورة مايو
كأس مئوية ثورة مايو (بالإسبانية: Copa Centenario Revolución de Mayo)‏ هي بطولة دولية لكرة القدم، أقيمت في الأرجنتين من 29 مايو إلى 12 يونيو 1910، بتنظيم الاتحاد الأرجنتيني لكرة القدم. كانت أول بطولة دولية للمنتخبات تقام في أمريكا الجنوبية حيث شارك فيها أكثر من منتخبين. تعتبر كأس مئوية ثورة مايو تمهيدا لبطولة أمريكا الجنوبية الكبرى والتي ستسمى لاحقا باسم كوبا أمريكا.
أقيمت هذه المسابقة على شرف الذكرى المئوية لثورة مايو. قبل ذلك، تم التنافس على المسابقات الدولية في أمريكا الجنوبية من قبل منتخبي الأوروغواي والأرجنتين فقط. وشملت تلك المسابقات كوبا نيوتن، كوبا ليبتون، كأس رئيس الوزراء الأرجنتيني وكأس الشرف الأوروغواياني الممتازة.
بسبب احتوائها على ثلاثة من الأعضاء الأربعة المؤسسين اللاحقين لاتحاد أمريكا الجنوبية لكرة القدم، كان يطلق على كأس مئوية ثورة مايو أحيانًا أول نسخة من كوبا أمريكا. ومع ذلك اعترف الكونميبول بكأس أمريكا الجنوبية 1916 باعتبارها النسخة الأولى من المسابقة. تم التنافس على البطولة في شكل دورة روبن بين منتخبات الأرجنتين، تشيلي والأوروغواي. لعبت جميع المباريات الثلاث في العاصمة الأرجنتينية بوينس آيرس.

## الترتيب

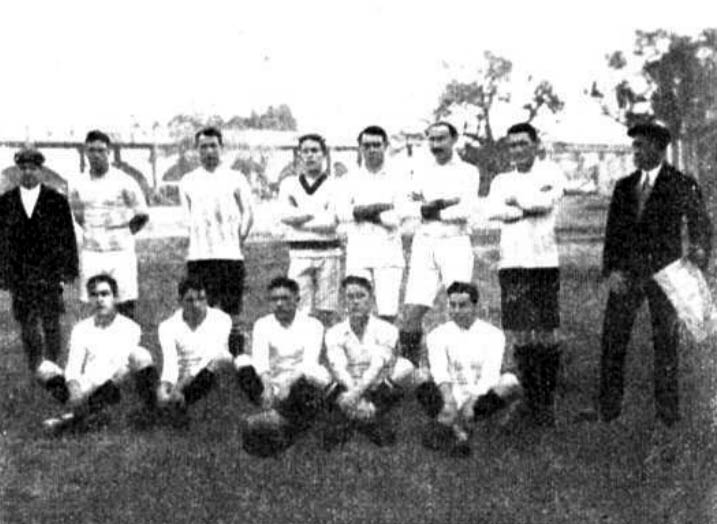
تشكيلة الأرجنتين الفائزة بالبطولة.

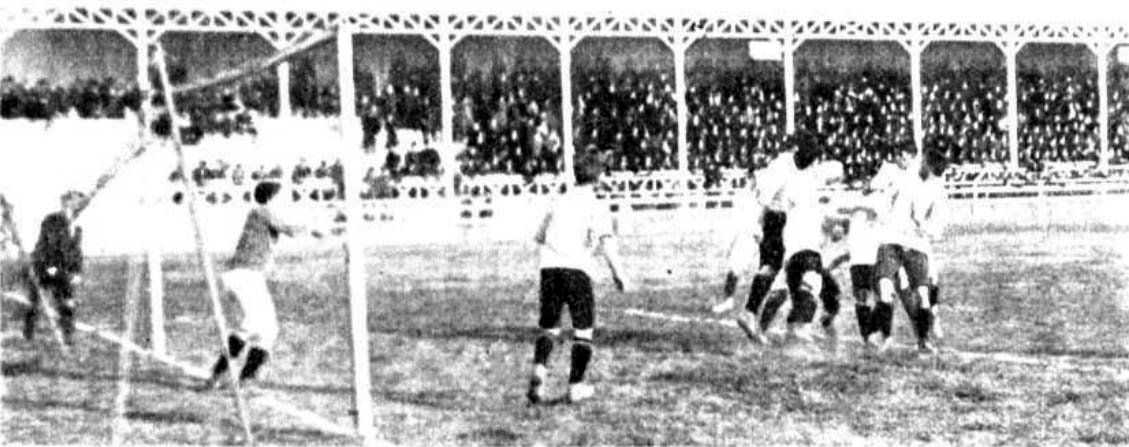
المباراة الأخيرة بين الأرجنتين والأوروغواي.

شهدت المسابقة الظهور الأول لمنتخب تشيلي، الذي تم تشكيله من قبل اتحادين موجودين آنذاك في البلاد، اتحاد كرة القدم التشيلي (تأسس عام 1895) والاتحاد الوطني للرياضة (تأسس عام 1909). من بين البلدان التي كانت تُلعب فيها كرة القدم في ذلك الوقت، كانت تشيلي هي الدولة الوحيدة التي لم تكن قد شكلت من قبل منتخبًا وطنيًا وبالتالي لم تكن معروفة كثيرًا. كان الزي الرسمي الأول لمنتخب التشيلي نصف أبيض ونصف أحمر. كان الفريقان الوطنيان الآخران، الأرجنتين والأوروغواي نشطين منذ عام 1902 (تاريخ أول لقاء بينهما على مستوى المسابقات الرسمية).
خلال المباراة الافتتاحية في 29 مايو 1910، فازت الأوروغواي على تشيلي: بعد خمس دقائق تفوق المهاجم الأوروغواياني خوسيه بينديبين بتسجيله الهدف الأول، وفي نهاية المباراة، سجل خوسيه براتشي وروبرت سيدني باك هدفين بتصبح النتيجة 3−0. حتى الأرجنتين في المباراة الثانية التي أقيمت في 5 يونيو، لم تواجه أي صعوبة أمام تشيلي. في نهاية الشوط الأول كانت النتيجة 3−0 لصالحهم، بفضل هدف خوسيه فيالي وثنائية خوان إنريكي هايز. حاولت تشيلي العودة في النتيجة عبر هدف كولن كامبل في الدقيقة 50، لكن غوتلوب فايس وماكسيميليانو سوزان أنهيا المباراة 5-1 للأرجنتين.
تقرر كل شيء بعد أسبوع في المواجهة المباشرة بين الأرجنتين والأوروغواي. تقدم خوسيه فيالي، غوتلوب فايس وأرنولد واتسون هوتون بنتيجة 3−0، وهو ما ردت عليه الأوروغواي بهدف خوسيه بينديبين في الدقيقة 58. مع ذلك في الدقيقة 64، وقع ماكسيميليانو سوزان على الهدف الرابع لتنتهي المباراة بنتيجة 4−1، والتي أعطت كأس مئوية ثورة مايو للأرجنتين.
| المنتخب    | ل | ف | ع | خ | له | عليه | الفارق | النقاط |
| ---------- | - | - | - | - | -- | ---- | ------ | ------ |
| الأرجنتين  | 2 | 2 | 0 | 0 | 9  | 2    | 7+     | 4      |
| الأوروغواي | 2 | 1 | 0 | 1 | 4  | 4    | 0      | 2      |
| تشيلي      | 2 | 0 | 0 | 2 | 1  | 8    | 7−     | 0      |

## المباريات
| الأوروغواي                           | 3–0 | تشيلي |
| ------------------------------------ | --- | ----- |
| - بينديبين 6' - براتشي 75' - باك 85' |     |       |

| الأرجنتين                                          | 5–1 | تشيلي       |
| -------------------------------------------------- | --- | ----------- |
| - فيالي 16' - هايز 26'، 40' - فايس 66' - سوزان 82' |     | - كامبل 50' |

| الأرجنتين                                             | 4–1 | الأوروغواي     |
| ----------------------------------------------------- | --- | -------------- |
| - فيالي 15' - هايز 43' - واتسون هوتون 50' - سوزان 64' |     | - بينديبين 58' |

## الهدافون

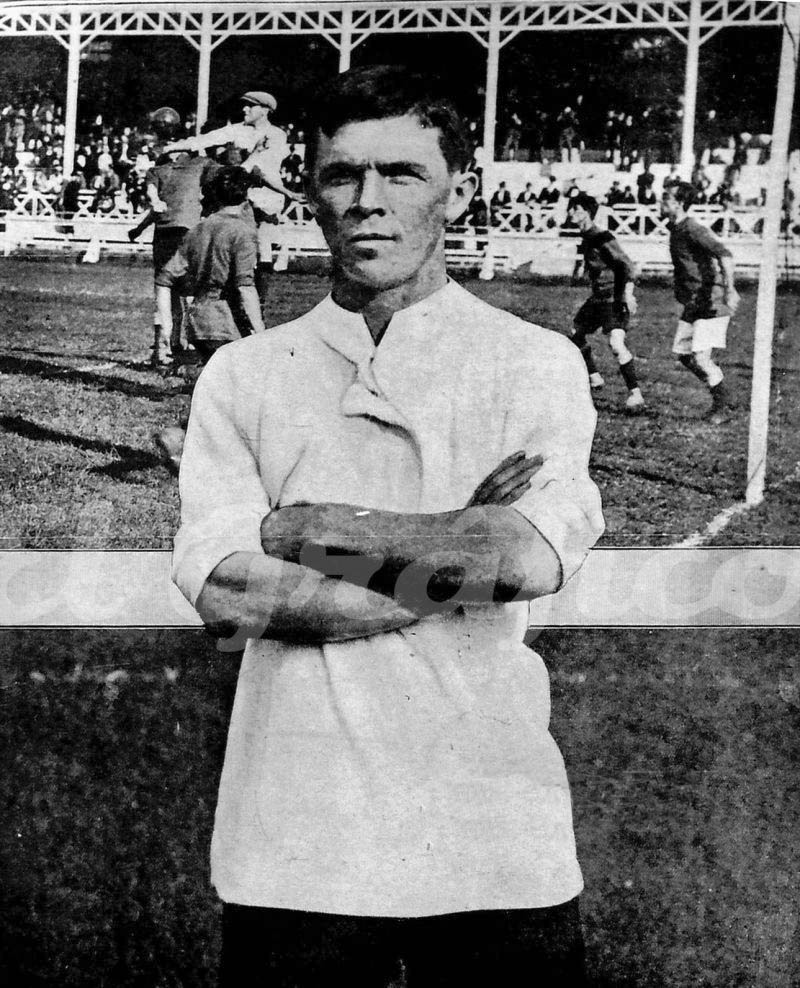
خوان إنريكي هايز، هداف البطولة.

عدد الأهداف المُسجلة  14 هدفًا  في 3 مباراة، بمتوسط 4.67 هدفًا في المباراة الواحدة.
3 أهداف
- خوان إنريكي هايز

هدفان
- ماكسيميليانو سوزان
- خوسيه فيالي
- خوسيه بينديبين

هدف
- أرنولد واتسون هوتون
- غوتلوب فايس
- كولن كامبل
- خوسيه براتشي
- روبرت سيدني باك

مصدر: مؤسسة إحصاءات وثيقة لرياضة كرة القدم

## أنظر أيضا
- كوبا أمريكا

## وصلات خارجية
- كأس مئوية ثورة مايو على موقع مؤسسة إحصاءات وثيقة لرياضة كرة القدم.